# Министерство образования Египта
Министерство образования Египта — министерство, ответственное за образование в Египте. Нынешним министром является Ахмед Гамаль Эль-Дин Муса.